# 사이키역
사이키역(일본어: 佐伯駅)은 일본 오이타현 사이키시에 있는 규슈 여객철도 닛포 본선의 역이다. 사이키 시의 대표역으로, 모든 열차가 정차한다. 단선 승강장과 섬식 승강장을 합친 2면 3선의 구조를 지닌 복합 형태의 지상역이다.

## 타는 곳
| 1 | ■ 닛포 본선 | (하행) | 노베오카 · 미야자키 방면 |                   |
| 1 | ■ 닛포 본선 | (상행) | 오이타 · 고쿠라 방면     |                   |
| 2 | ■ 닛포 본선 | (상행) | 오이타 방면              | 상행 열차의 일부  |
| 3 | ■ 닛포 본선 | (하행) | 노베오카 방면            | 하행 열차의 일부  |
| 3 | ■ 닛포 본선 | (상행) | 오이타 · 나카쓰 방면     | 이 역 시발의 열차 |

## 이용 현황
| 승차 인원 추이 | 승차 인원 추이 |
| 연도           | 하루 평균 인수 |
| -------------- | -------------- |
| 2000           | 1,062          |
| 2001           | 1,065          |
| 2002           | 1,017          |
| 2003           | 969            |
| 2004           | 922            |
| 2005           | 855            |
| 2006           | 845            |
| 2007           | 854            |
| 2008           | 817            |
| 2009           | 761            |

## 역 주변
- 사이키 관광안내소
- 사이키 항
- 해상 자위대 사이키 기지
- 오이타 지방 재판소 사이키 지부
- 사이키 중공업 조선소
- 오이타 은행 사이키에키마에 지점
- 국도 제217호선
- 국도 제388호선

## 역사
- 1916년 10월 25일 : 사에키역(일본어: 佐伯駅, さえきえき)으로 개업.
- 1962년 1월 15일 : 역 명의 읽기를 사이키역(일본어: さいきえき)으로 변경.
- 1987년 4월 1일 : 민영화에 따라, 규슈 여객철도로 이관.

## 인접 정차역
| 닛포 본선            | 닛포 본선   | 닛포 본선                  |
| -------------------- | ----------- | -------------------------- |
| 가이자키 고쿠라 방면 | ■ 닛포 본선 | 가미오카 가고시마추오 방면 |